# Les Jolies Choses (film)
Pour les articles homonymes, voir Les Jolies Choses (homonymie).
Pour plus de détails, voir Fiche technique et Distribution.
Les Jolies Choses est un film français réalisé par Gilles Paquet-Brenner, sorti en 2001, pour lequel Marion Cotillard a été nommée au César du meilleur espoir féminin. Il a obtenu le Prix Michel-d'Ornano en 2001. C'est une adaptation du roman éponyme de Virginie Despentes.

## Synopsis
Paris. Débarquée de province avec la ferme intention de se faire une place au soleil du show-biz, l'aguicheuse Lucie n'hésite pas à user de ses charmes pour arriver à ses fins. Elle se lie bientôt d'amitié avec Nicolas, compositeur. Mais sa voix n'est pas à la hauteur de ses ambitions. Et quand la possibilité d'enregistrer un disque se présente, elle fait appel au talent de chanteuse de sa sœur jumelle, Marie, avec laquelle elle est pourtant en froid depuis longtemps. Un soir, après l'avoir remplacée sur scène, Marie retrouve sa sœur morte, défenestrée. Instinctivement, elle endosse l'identité de la défunte, dont la personnalité était pourtant si éloignée de la sienne.

## Fiche technique
- Titre : Les Jolies Choses
- Réalisateur : Gilles Paquet-Brenner
- Scénario : Gilles Paquet-Brenner, d'après le roman de Virginie Despentes
- Producteur : Stéphane Marsil
- Sociétés de production : CAPAC, Hugo Films, M6 Films
- Distribution : M6 Droits Audiovisuels, United International Pictures
- Musique : David Moreau
- Supervision musicale : Pascal Mayer
- Cascades : Emmanuelle Marquis
- Montage : Bertrand Collard
- Casting : Gigi Akoka
- Chef décorateur : Françoise Depertuis
- Costumes : Corinne Le Flem
- Photographie : Pascal Ridao
- Pays de production :  France
- Langue : français
- Durée : 105 minutes
- Budget[1] : 3.29M€
- Dates de sortie [2] :
  - France : 14 novembre 2001 - 200 405 entrées
  - Belgique : NC - 1 595 entrées
  - Luxembourg : NC - 73 entrées
- Classification : Interdit en salles aux moins de 12 ans

## Distribution
- Marion Cotillard : Marie/Lucie
- Stomy Bugsy : Nicolas
- Patrick Bruel : Jacques
- Titoff : Sébastien
- Ophélie Winter : Jessica
- Tony Amoni : Steve
- Matthieu Touboul : Martin
- Olivier Granier : Le père
- Aude Brenner : La mère
- Nikita Lespinasse : Heidi
- Guy Amram : Fred
- Martin Amic : Arthur
- Morgan Maugran : Physio
- Xavier Brière : l'inspecteur
- Albert Buis : le commerçant
- Lydia Haouzi : la jeune femme dans le métro
- Axelle Renoir : la journaliste
- Clémence Roussillon : Marie enfant
- Anna Roussillon : Lucie enfant
- Frédéric Saurel : l'homme au bar
- Isabelle Tanakil : la femme à la cocaïne
- Niels Dubost : l'homme de la boite de nuit
- Francis Coffinet : Le réceptionniste
- Ludovic Paris : Photographe de mode
- Charles-Antoine de Rouvre : Journaliste
- Rose-Laure Bendavid : Fan 1
- Olivia Roche : Fan 2
- Vincent Le Borgne : Hippie interview
- Patricia Couvillers : Femme interview
- Vincent Scarito : Patron restaurant grec
- Alain Peyrollaz : Chauffeur limousine
- Fred Coppula : Homme concert
- Catherine Giron : Invitée parents
- Yannis Chevalier : Danseur 1
- Jean-Philippe Dury : Danseur 2
- Sophie Baignères : Une fille à la fête

## Autour du film
- Premier film dans lequel Marion Cotillard incarne une chanteuse. Le second film de ce type sera La Môme (2007).